# Jewgienij Nabokow
Jewgienij Wiktorowicz Nabokow (ros. Евгений Викторович Набоков; ur. 25 lipca 1975 w Ust-Kamienogorsku, Kazachska SRR) – rosyjski hokeista pochodzenia kazachskiego, reprezentant Kazachstanu i Rosji, olimpijczyk.

## Kariera klubowa
- Torpedo Ust-Kamienogorsk (1991–1994)
- Dinamo Moskwa (1994–1997)
- Kentucky Thoroughblades (1997–2000)
- Cleveland Lumberjacks (1999–2000)
- San Jose Sharks (2000–2004)
- Mietałłurg Magnitogorsk (2004–2005)
- San Jose Sharks (2005–2010)
- SKA Sankt Petersburg (2010)
- Detroit Red Wings (2011)
- New York Islanders (2011–2014)
- Tampa Bay Lightning (2014-2015)
- San Jose Sharks (2015)

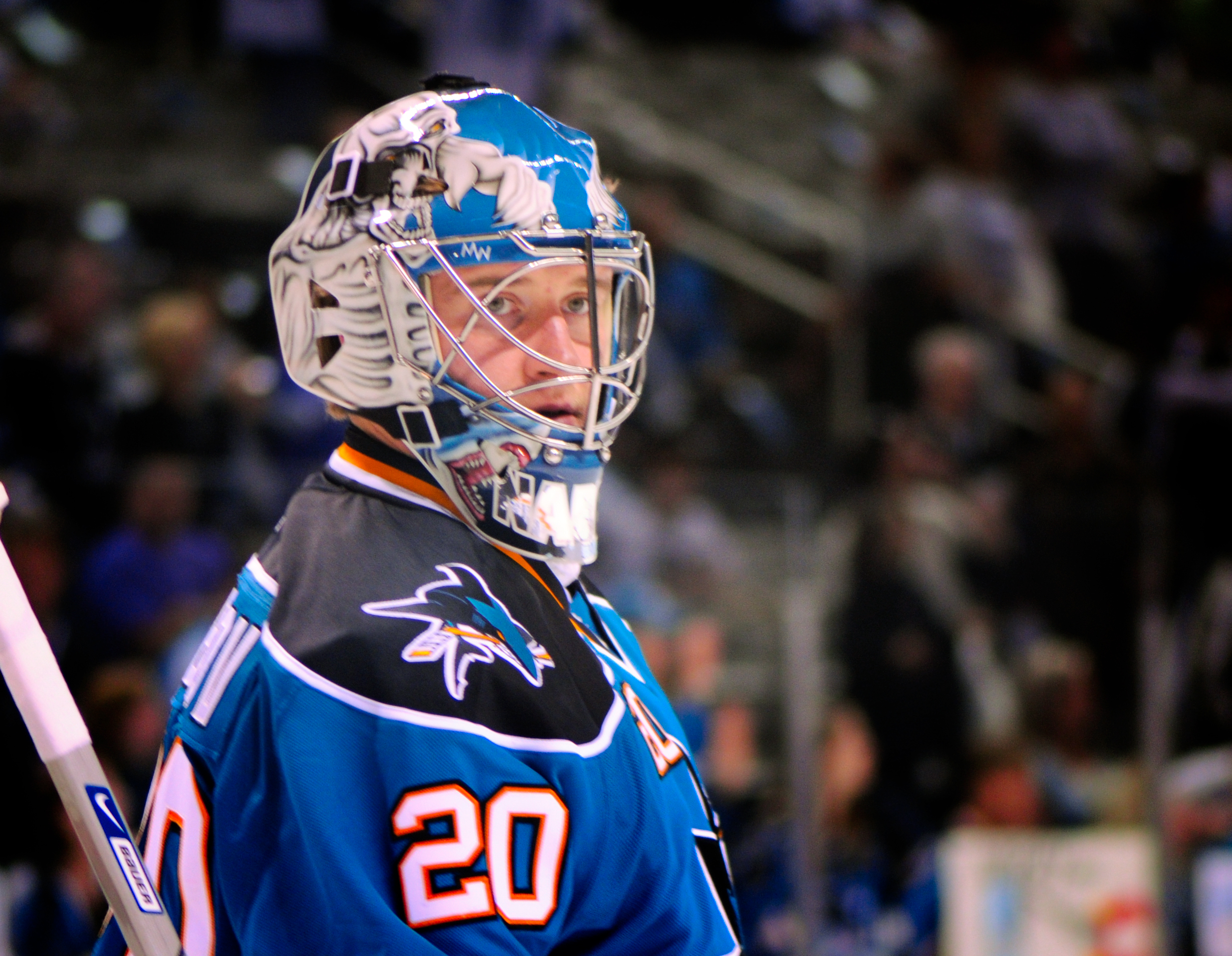
Jewgienij Nabokow w barwach San Jose Sharks (2008)

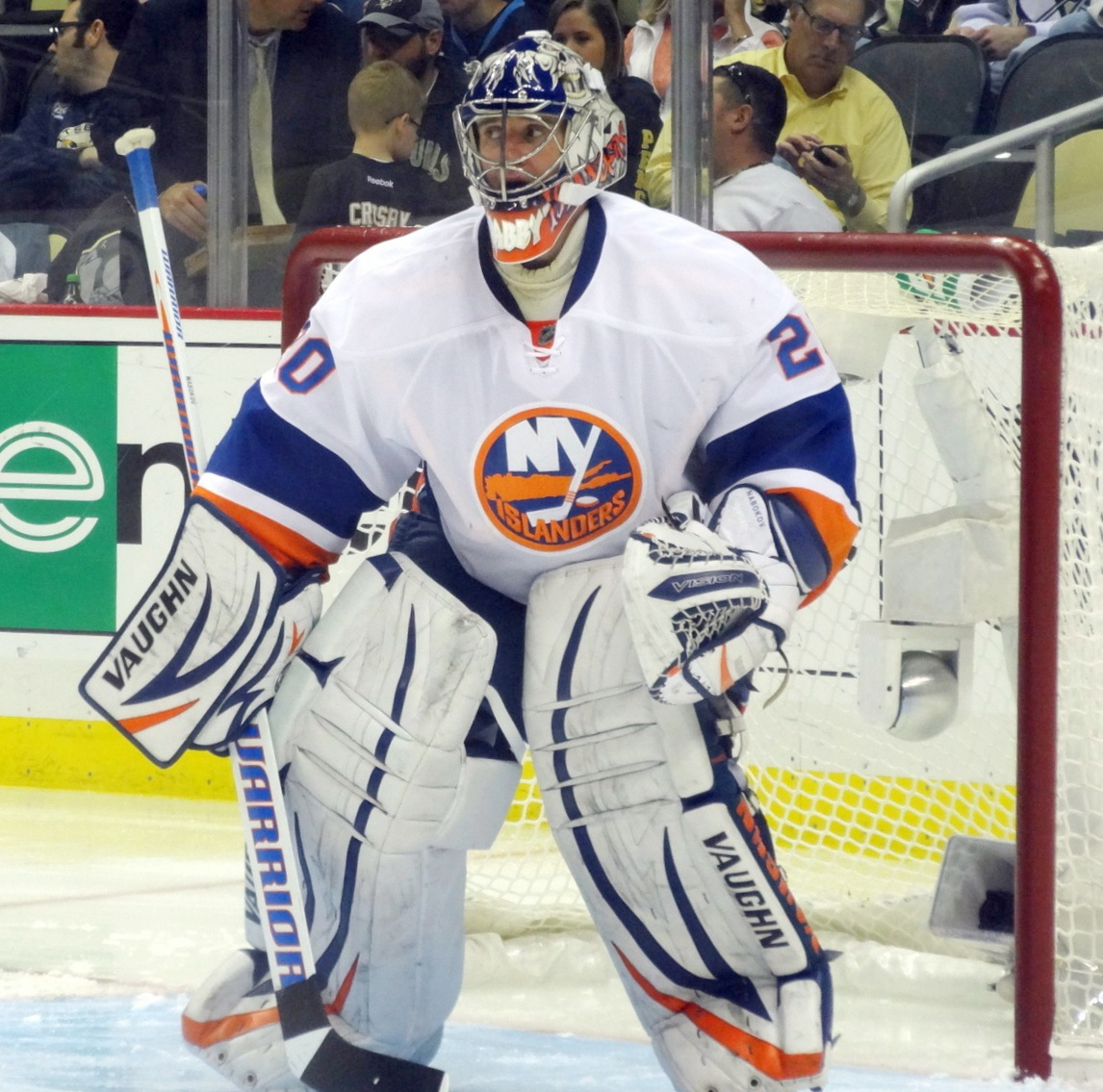
Jewgienij Nabokow w barwach New York Islanders (2013)

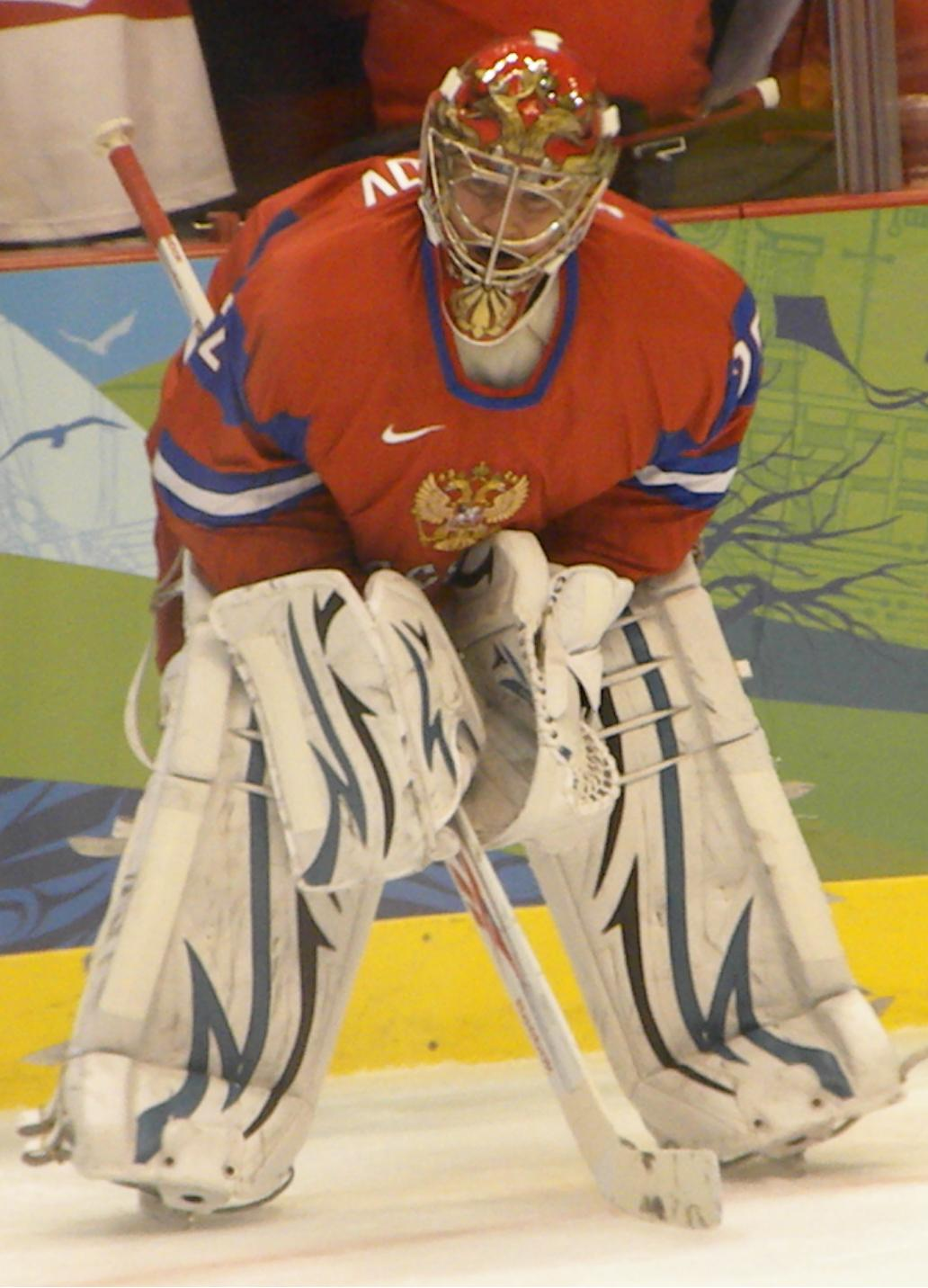
Jewgienij Nabokow w barwach reprezentacji Rosji (2010)

Nabokow swoją karierę hokejową rozpoczął w swoim rodzinnym mieście w klubie Torpedo. W swoim pierwszym sezonie zagrał w jednym meczu. W tym klubie Jewgienij grał do 1994 roku. W tym czasie dwukrotnie został mistrzem Kazachstanu. Po udanych mistrzostwach świata, które odbyły się na Słowacji zawodnik przeniósł się do Dinamo Moskwa. Po trzech latach został wybrany przez San Jose Sharks w drafcie jako 219 zawodnik. Jednak na pierwszy start w najlepszej lidze świata do sezonu 1999/2000, kiedy to 1 stycznia 2000 roku zagrał przeciwko Nashville Predators. 4 lutego 2001 roku po raz pierwszy zagrał w meczu gwiazd (został wygrany do drużyny świata). W tym samym sezonie zdobył Calder Memorial Trophy dla najlepszego debiutanta w sezonie zasadniczym. Do historii przeszedł jego gol w meczu przeciwko Vancouver Canucks odbywający się 10 marca 2002 roku. Był to pierwszy gol bramkarza nieurodzonego w Ameryce Północnej w meczu NHL, a dziewiąty w ogóle. W czasie lokautu w sezonie 2004/2005 grał w rosyjskim zespole Mietałłurg Magnitogorsk w którym awansował do ćwierćfinału mistrzostw Rosji. Po roku przerwy powrócił do San Jose Sharks. W klubie tym występował do 2010. Od lipca 2010 do 13 grudnia 2010 występował w rosyjskim klubie SKA Sankt Petersburg. 20 stycznia 2011 podpisał pierwotnie 1-roczny kontrakt z Detroit Red Wings, jednakże następnie pozyskał go klub New York Islanders. W lipcu 2013 przedłużył kontrakt o rok. Od lipca 2014 zawodnik Tampa Bay Lightning. 9 lutego 2015 został ponownie zawodnikiem San Jose Sharks, w którym rozegrał 10 z 14 sezonów NHL, a dwa dni później ogłosił zakończenie kariery zawodniczej.

## Kariera reprezentacyjna
Nabokow występował w dwóch reprezentacjach. Dla Kazachstanu zagrał między innymi podczas mistrzostw świata grupy C na Słowacji, gdzie zagrał w trzech meczach, a Kazachowie zajęli czwarte miejsce. Od tego czasu reprezentował tylko barwy Rosji dla której zdobył złoty medal w 2008 roku na mistrzostwach świata elity w Kanadzie złoty medal, zostając przy okazji wybrany do drużyny gwiazd turnieju oraz najlepszym bramkarzem turnieju. Uczestniczył również w Igrzyskach Olimpijskich w Turynie, gdzie Rosja zajęła piąte miejsce.
Statystyki międzynarodowe
| Rok   | Drużyna    | Turniej  | Zajęte miejsce |   | GP | W | L | T   | MIN | GA | SO   | GAA |
| ----- | ---------- | -------- | -------------- | - | -- | - | - | --- | --- | -- | ---- | --- |
| 1994  | Kazachstan | MŚ C     | 4. miejsce     | 3 | –  | – | – | –   | –   | –  | 2.57 |     |
| 2006  | Rosja      | IO       | 5. miejsce     | 7 | 5  | 2 | 0 | 359 | 8   | 3  | 1.34 |     |
| 2008  | Rosja      | MŚ Elita | 1. miejsce     | 5 | 5  | 0 | 0 | 302 | 9   | 2  | 1.78 |     |
| Razem | Razem      | Razem    | Razem          | 7 | 5  | 2 | 0 | 359 | 8   | 3  | 1.34 |     |

GP = mecze, W = zwycięstwa, L = Porażki, T = Remisy, MIN = minuty spędzone na lodowisku, GA = Stracone bramki, SO = Karne, GAA = Średnia liczba straconych bramek na mecz

## Sukcesy
Reprezentacyjne
- Złoty medal mistrzostw świata: 2008

Klubowe
- Złoty medal mistrzostw Kazachstanu (12 razy): 1993, 1994 z Torpedo
- Złoty medal mistrzostw Rosji: 1995 z Dinamem Moskwa
- Brązowy medal mistrzostw Rosji: 1996 z Dinamem Moskwa
- Mistrzostwo dywizji NHL: 2002, 2004, 2008, 2009, 2010 z San Jose Sharks
- Presidents’ Trophy: 2009 z San Jose Sharks

Indywidualne
- Superliga rosyjska w hokeju na lodzie 1994/1995:
  - Złoty Kij – Najbardziej Wartościowy Gracz (MVP) w rundzie zasadniczej
- NHL (2000/2001):
  - NHL All-Rookie Team
  - Calder Memorial Trophy
- NHL (2007/2008):
  - NHL All-Star Game
- NHL (2009/2010):
  - Trzecie miejsce w klasyfikacji zwycięstw meczowych wśród bramkarzy: 42
- Mistrzostwa Świata w Hokeju na Lodzie 2008/Elita:
  - Pierwsze miejsce w klasyfikacji goli straconych na mecz: 1,78
  - Drugie miejsce w klasyfikacji skuteczności interwencji: 92,86%
  - Jeden z trzech najlepszych zawodników reprezentacji
  - Najlepszy bramkarz turnieju
  - Skład gwiazd turnieju

Wyróżnienie
- Zasłużony Mistrz Sportu Rosji w hokeju na lodzie: 2009